# Шашков, Александр Владимирович
Алекса́ндр Влади́мирович Шашко́в (21 апреля 1940 — 22 января 1998) — советский боксёр, представитель легчайшей и полулёгкой весовых категорий. Выступал на всесоюзном уровне на всём протяжении 1960-х годов, чемпион СССР, серебряный и четырежды бронзовый призёр советских национальных первенств, мастер спорта СССР международного класса. Также известен как тренер по боксу.

## Биография
Александр Шашков родился 21 апреля 1940 года.
Первого серьёзного успеха на всесоюзном уровне добился в сезоне 1963 года, когда выступил на III летней Спартакиаде народов СССР в Москве (где также разыгрывался чемпионат СССР по боксу) и завоевал в зачёте легчайшей весовой категории награду бронзового достоинства. Год спустя на чемпионате СССР в Хабаровске повторил это достижение. Ещё через год на аналогичных соревнованиях в Москве вновь стал бронзовым призёром в легчайшем весе.
В 1966 году Шашков поднялся в полулёгкую весовую категорию и на очередном чемпионате СССР в Москве одолел всех своих соперников по турнирной сетке, в том числе в финале взял верх над титулованным москвичом Сергеем Сивко. В следующем сезоне на IV летней Спартакиаде народов СССР пытался защитить своё чемпионское звание, но в финале потерпел поражение от Валерия Плотникова и вынужден был довольствоваться серебром. Последний раз показал сколько-нибудь значимый результат на всесоюзном уровне в 1969 году, когда на чемпионате СССР в Казани выиграл в полулёгком весе бронзовую медаль, уступив на стадии полуфиналов олимпийскому чемпиону Валериану Соколову.
За выдающиеся спортивные достижения удостоен почётного звания «Мастер спорта СССР международного класса».
После завершения карьеры спортсмена Александр Шашков занялся тренерской деятельностью. Работал тренером по боксу в Центре олимпийской подготовки «Химки».
Умер 22 января 1998 года в возрасте 57 лет. Похоронен на Химкинском кладбище.